# Bathynellacea
Ordre
Les Bathynellacea sont un ordre de crustacés malacostracés, conservant de nombreux caractères archaïques comme la séparation des métamères thoraciques. La plupart ont des tailles millimétriques et sont transparents. Ce sont de bons indicateurs de la qualité des eaux car ils disparaissent à la moindre pollution.

## Liste des familles
Selon World Register of Marine Species (25 décembre 2017) :
- Bathynellidae Grobben, 1905
- Parabathynellidae Noodt, 1965.

## Publication originale
- Chappuis 1915 (de) « Bathynella natans und ihre Stellung » im System Zoologische Jahrbücher, Abteilung für Systematik, Geographie und Biologie der Tiere, vol. 40, p. 147–176 (texte intégral).